# شارع إبنزر

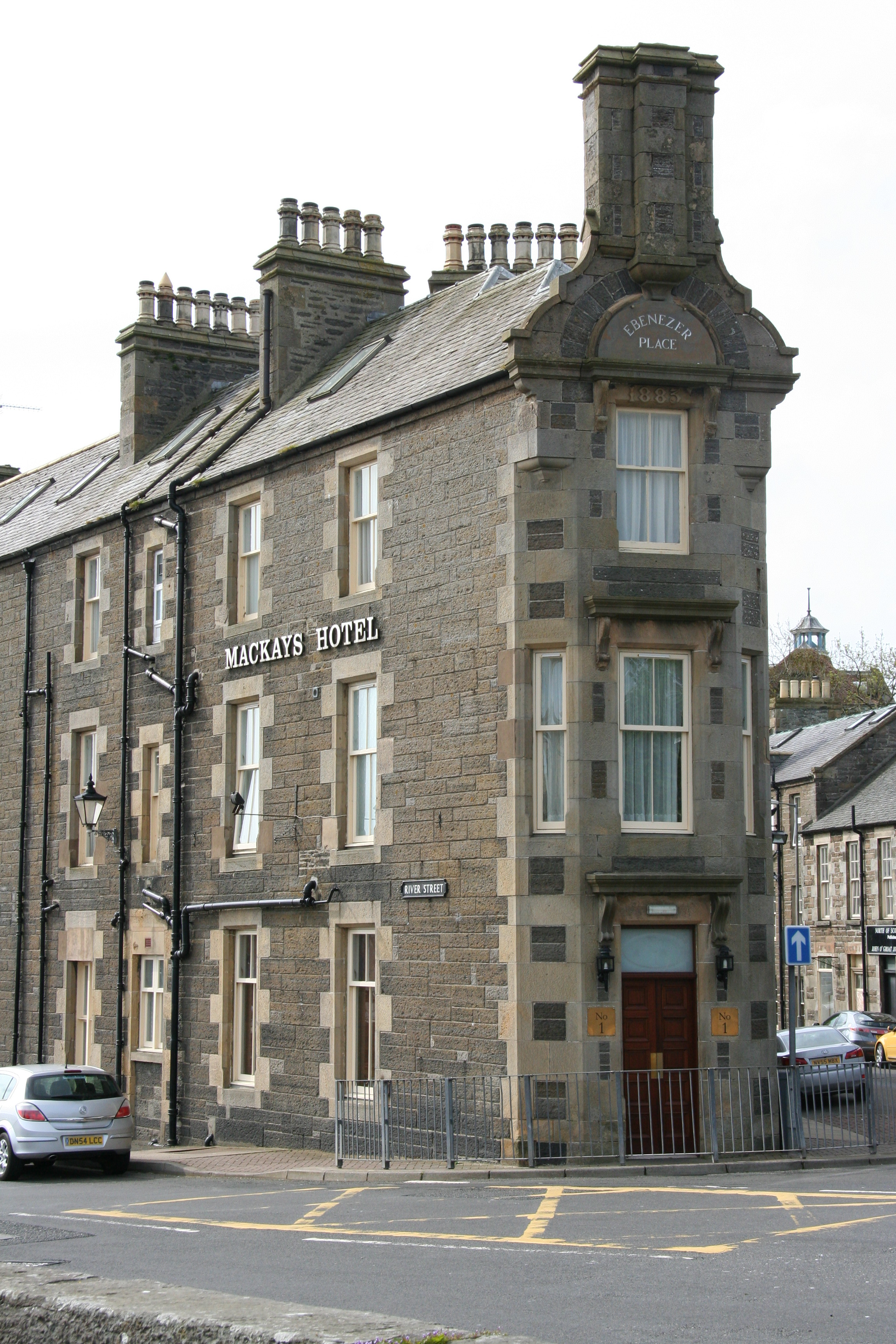

شارع إبنزر يعتبر أقصر شارع في العالم يقع في إسكتلندا، طوله 2،06 متر.